# Drepanepteryx falculoides
Drepanepteryx falculoides är en insektsart som beskrevs av Walker 1860. Drepanepteryx falculoides ingår i släktet Drepanepteryx och familjen florsländor. Inga underarter finns listade i Catalogue of Life.